# Occidenchthonius torremarinae
Espèce
Synonymes
- Chthonius torremarinae Carabajal Márquez, García Carrillo & Rodríguez Fernández, 2012

Occidenchthonius torremarinae est une espèce de pseudoscorpions de la famille des Chthoniidae.

## Distribution
Cette espèce est endémique d'Andalousie en Espagne. Elle se rencontre dans la grotte Cueva de La Santa à Serón.

## Description
La femelle holotype mesure 1,40 mm.

## Étymologie
Cette espèce est nommée en l'honneur de Virginia García Torre-Marín.

## Publication originale
- Carabajal Márquez, García Carrillo & Rodríguez Fernández, 2012 : Contribution to the catalogue of the pseudoscorpions of Andalucia (II) (Arachnida, Pseudoscorpiones, Chthoniidae) Description of three new species of Chthonius CL Koch, 1843 from Cadiz, Malaga and Almeria (Spain). Revista Iberica de Aracnologia, vol. 21, no 2, p. 89-95 (texte intégral).